# Remigijus Lapinskas

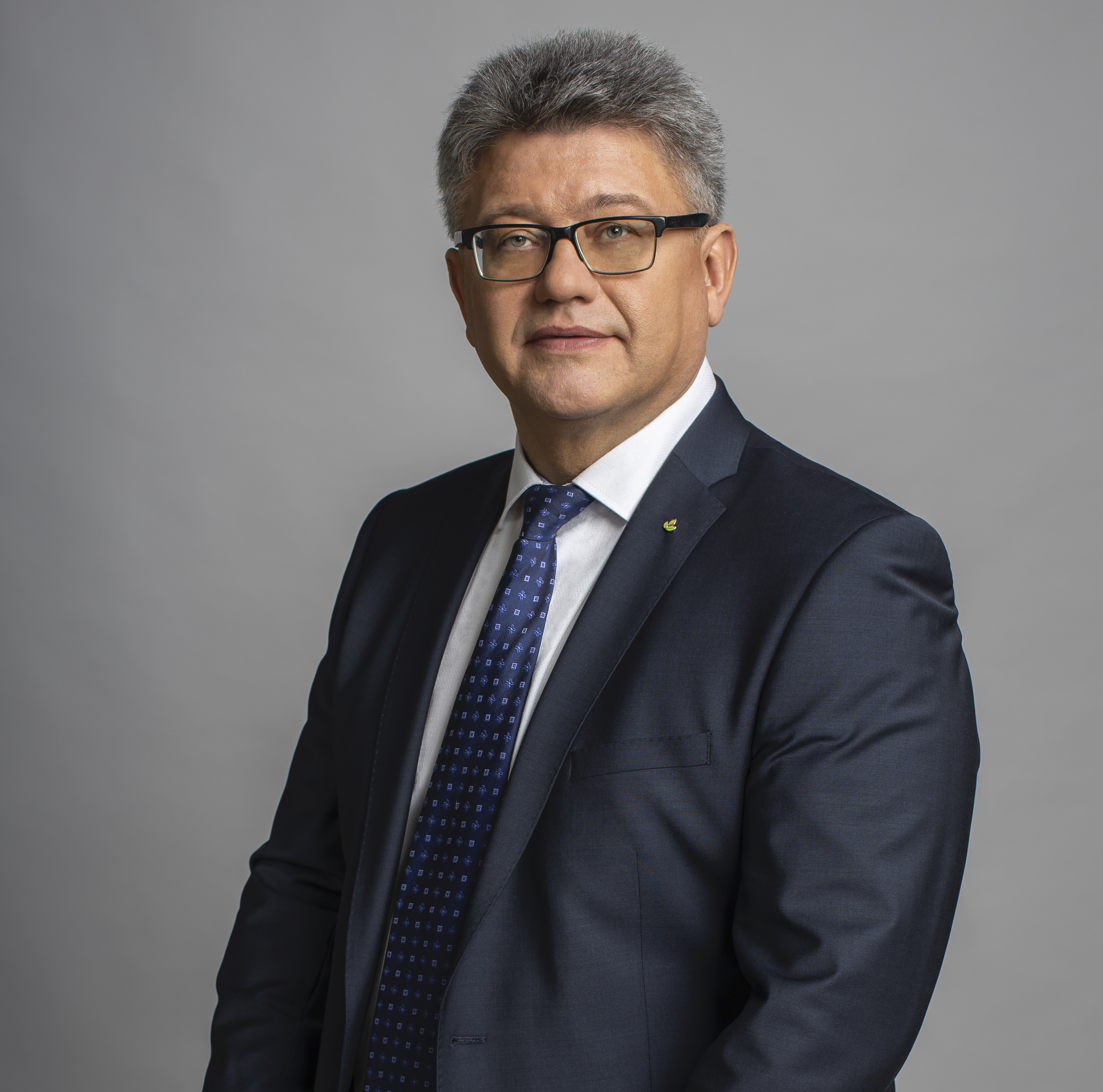
Remigijus Lapinskas

Remigijus Lapinskas (* 29. Januar 1968 in Jonava) ist ein litauischer grüner Politiker und Unternehmer, stellvertretender Vorsitzender der LŽP. Von  2016 bis 2020 war Leiter der litauischen Grünenpartei Lietuvos žaliųjų partija und von 2016 bis 2020 Präsident von World Bioenergy Association.

## Leben
Seine frühe Kindheit verbrachte er in Lokėnėliai, in der Rajongemeinde Jonava.
Nach dem Abschluss der Sektion Handball an der Kinder- und Jugend-Sportschule der Rajongemeinde Kaunas und nach dem Abitur 1986 mit der Auszeichnung an der 2. Mittelschule Garliava bei Kaunas absolvierte Remigijus Lapinskas
1993 das Diplomstudium der Rechtswissenschaften an der Rechtsfakultät der Universität Vilnius in der litauischen Hauptstadt Vilnius und wurde zum Diplom-Jurist.
Als Student begann er mit den Studienkommilitonen zu arbeiten und gründete das internationale Transportberatungsunternehmen Rubikon, das sich später zur Unternehmensgruppe UAB Rubicon group entwickelte, die verschiedene Aktivitäten ausübte. Im Januar 2010 verkaufte er alle Beteiligungen an dieser Unternehmensgruppe und seitdem arbeitet er sowie investiert er in Unternehmen aus den Bereichen erneuerbare Energien, Immobilien und Unterhaltung.
Remigijus Lapinskas ist verheiratet. Mit seiner Frau hat er einen Sohn und eine Tochter.

## Non-Profit-Aktivitäten
Seit 1998 ist Remigijus Lapinskas Mitglied im Vilniusser Rotary-Club und von 2007 bis 2008 war er Clubspräsident. 2003 wurde er Mitgründer und seitdem ist er auch Vorstandsmitglied und Ratsvorsitzender des Alumni-Vereins der  Rechtsfakultät der Universität Vilnius.
2004 war Remigijus Lapinskas Mitgründer des nationalen litauischen Verbands für Biomasse (Lietuvos biomasės energetikos asociacija „Litbioma“) und leitete ihn 11 Jahre als Präsident. Er ist auch Vorstandsmitglied des Verbands. Von 2006 bis 2010 war er Vorstandsmitglied von European Biomass Association (AEBIOM). Von 2016 bis 2020 leitete er als Präsident den internationalen Verband World Bioenergy Association (WBA).
2011 war Remigijus Lapinskas Mitgründer einer öffentlichen Anstalt (VšĮ) „Žaliosios politikos institutas“ (dt. 'Institut für grüne Politik'), einer Denkfabrik (Think Tank). Von 2014 bis Oktober 2016 war er Ratsvorsitzender, von Oktober 2016 bis November 2020  Vorsitzender und seit November 2020 ist er stellvertretender Vorsitzender der litauischen Grünenpartei LŽP.
Remigijus Lapinskas nahm bei den Kommunalwahlen in Litauen 2015 und 2019 als Kandidat zum Ratsmitglied der Stadtgemeinde Vilnius, bei der  Europawahl in Litauen 2019 sowie der Parlamentswahl in Litauen 2016 und 2020 teil, wobei er Listenführer war.